# Powstanie listopadowe na ziemiach zabranych

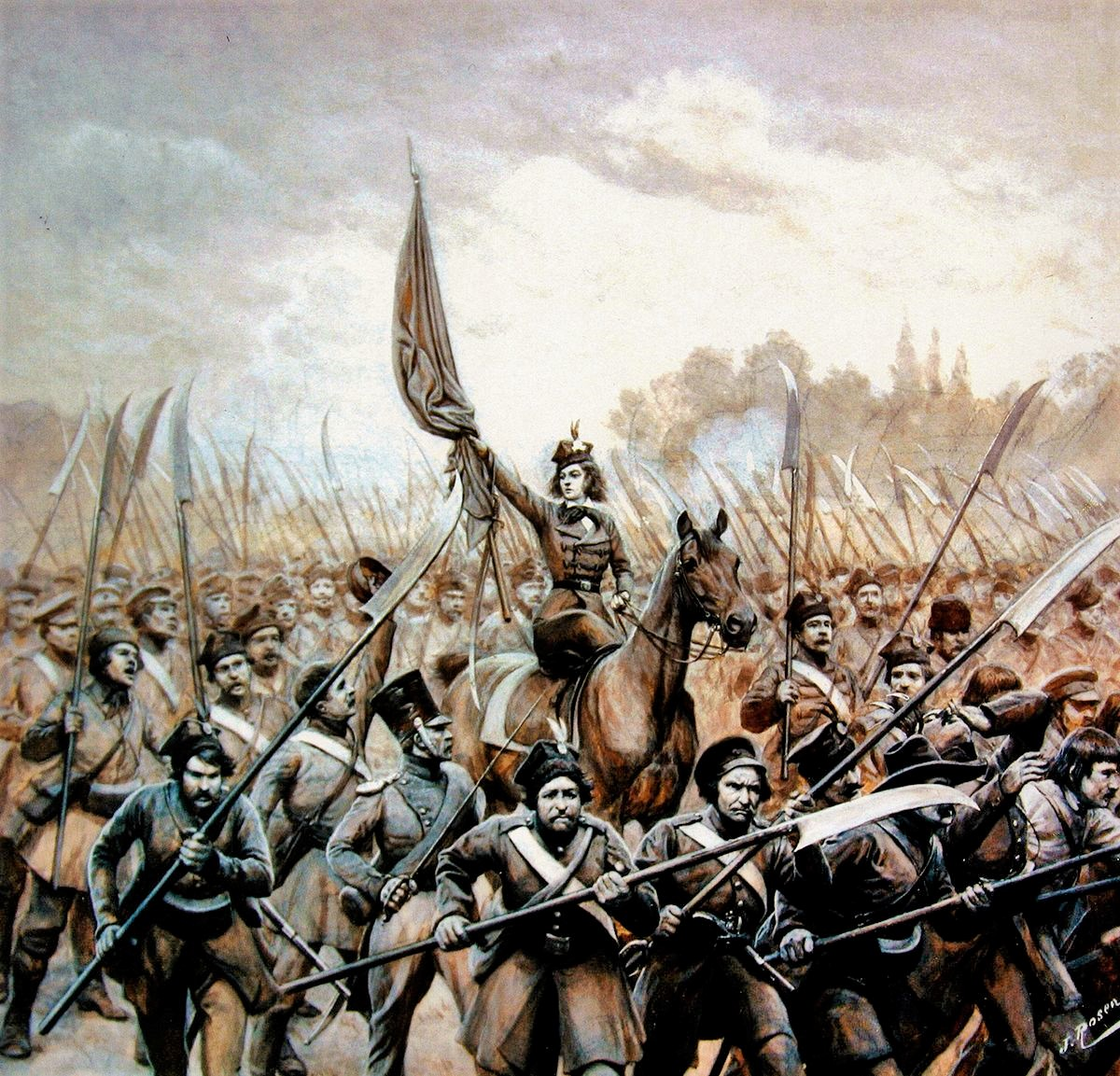
Emilia Plater na czele kosynierów w 1831 na obrazie Jana Rosena

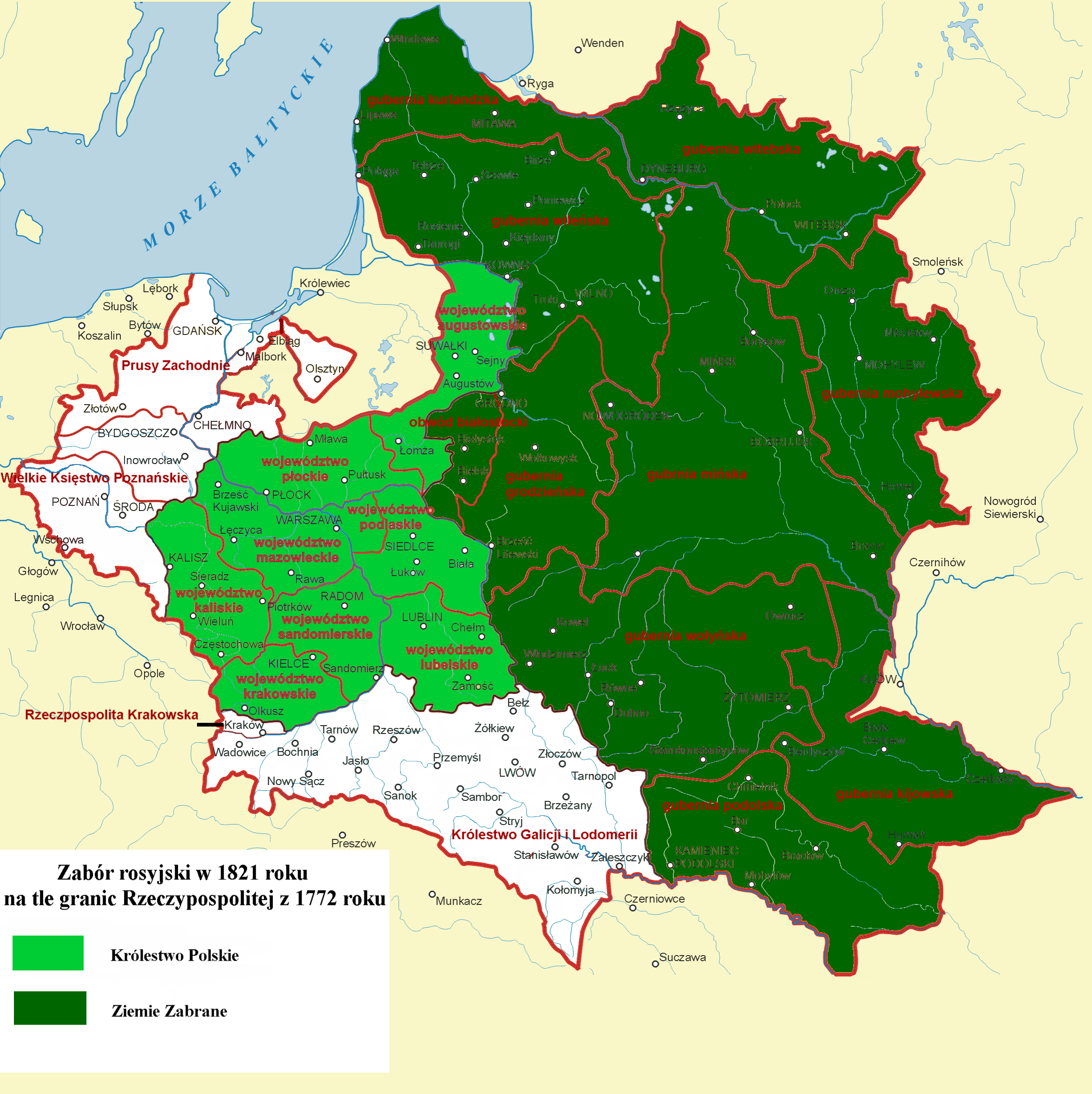
Ziemie zaboru rosyjskiego w 1821: Królestwo Polskie (kongresowe) i ziemie zabrane na tle granic Rzeczypospolitej z 1772

Symbol powstania listopadowego, Orzeł Biały i Pogoń Litewska

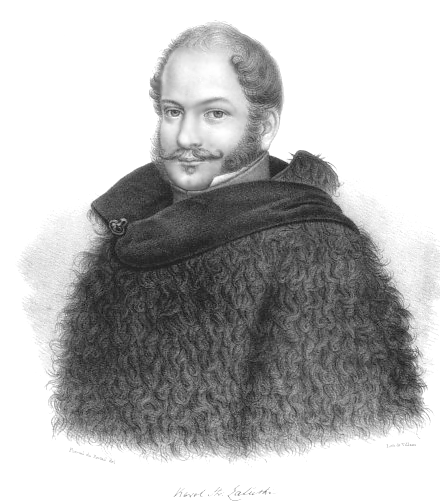
Karol Teofil Załuski, naczelnik sił zbrojnych powstania litewskiego

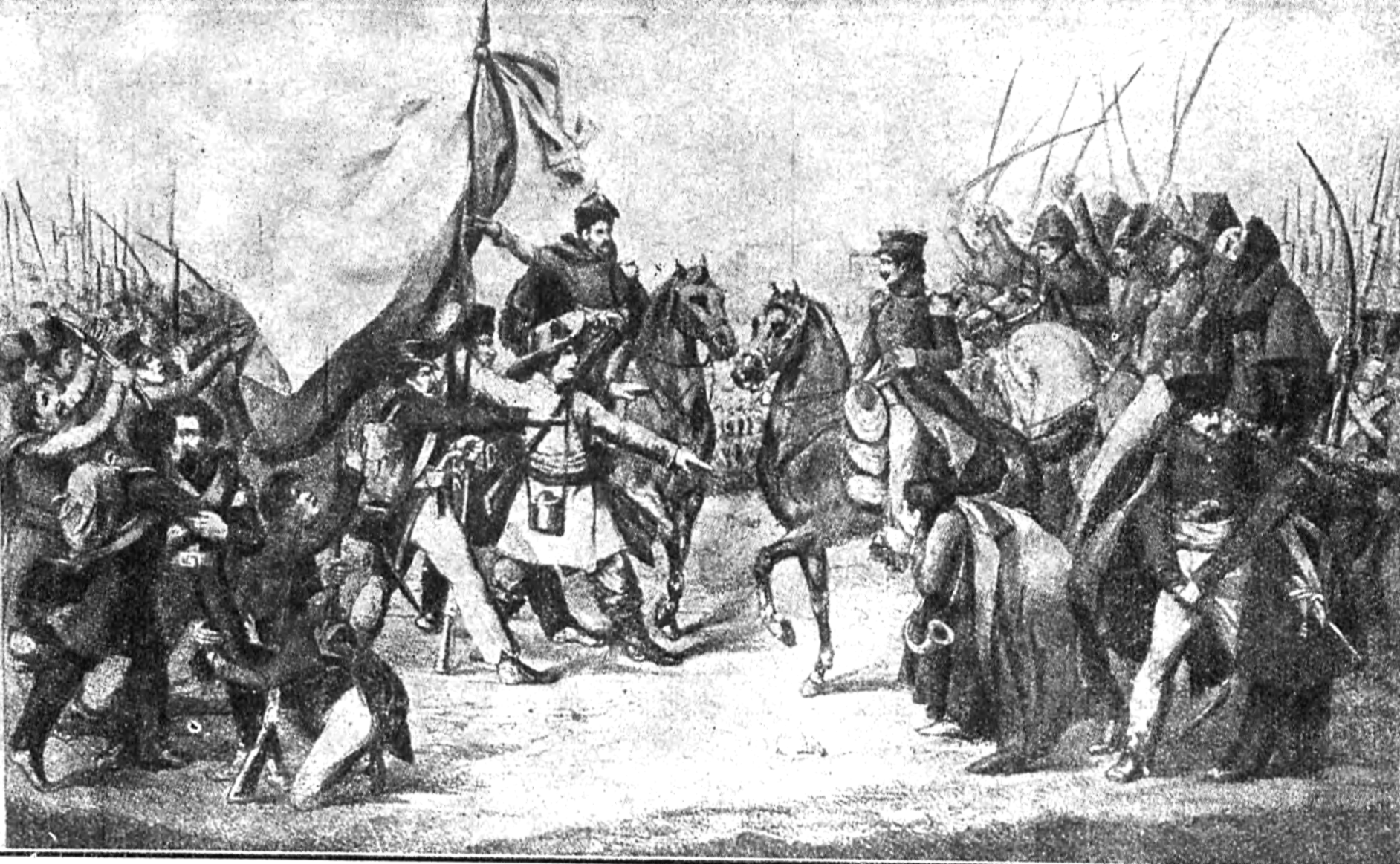
Generał Henryk Dembiński wraz z partyzantami litewskimi podczas powstania listopadowego

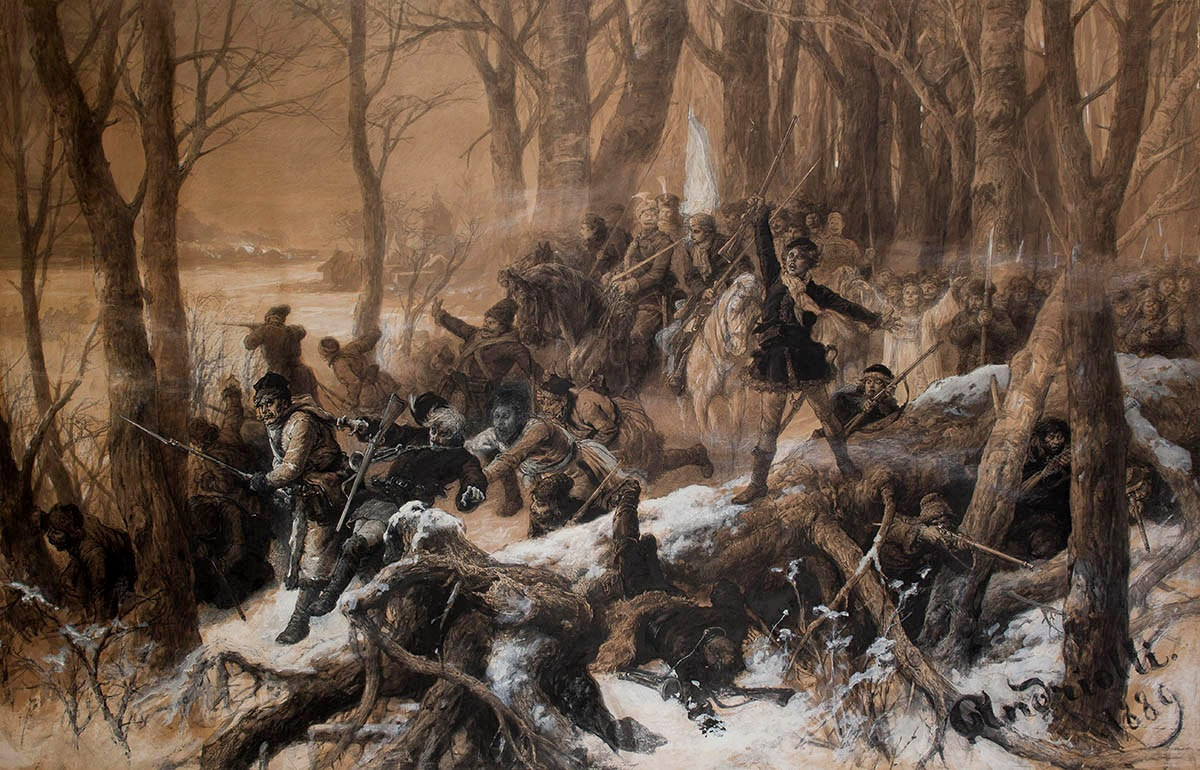
Bitwa partii powstańczej na Litwie podczas powstania listopadowego

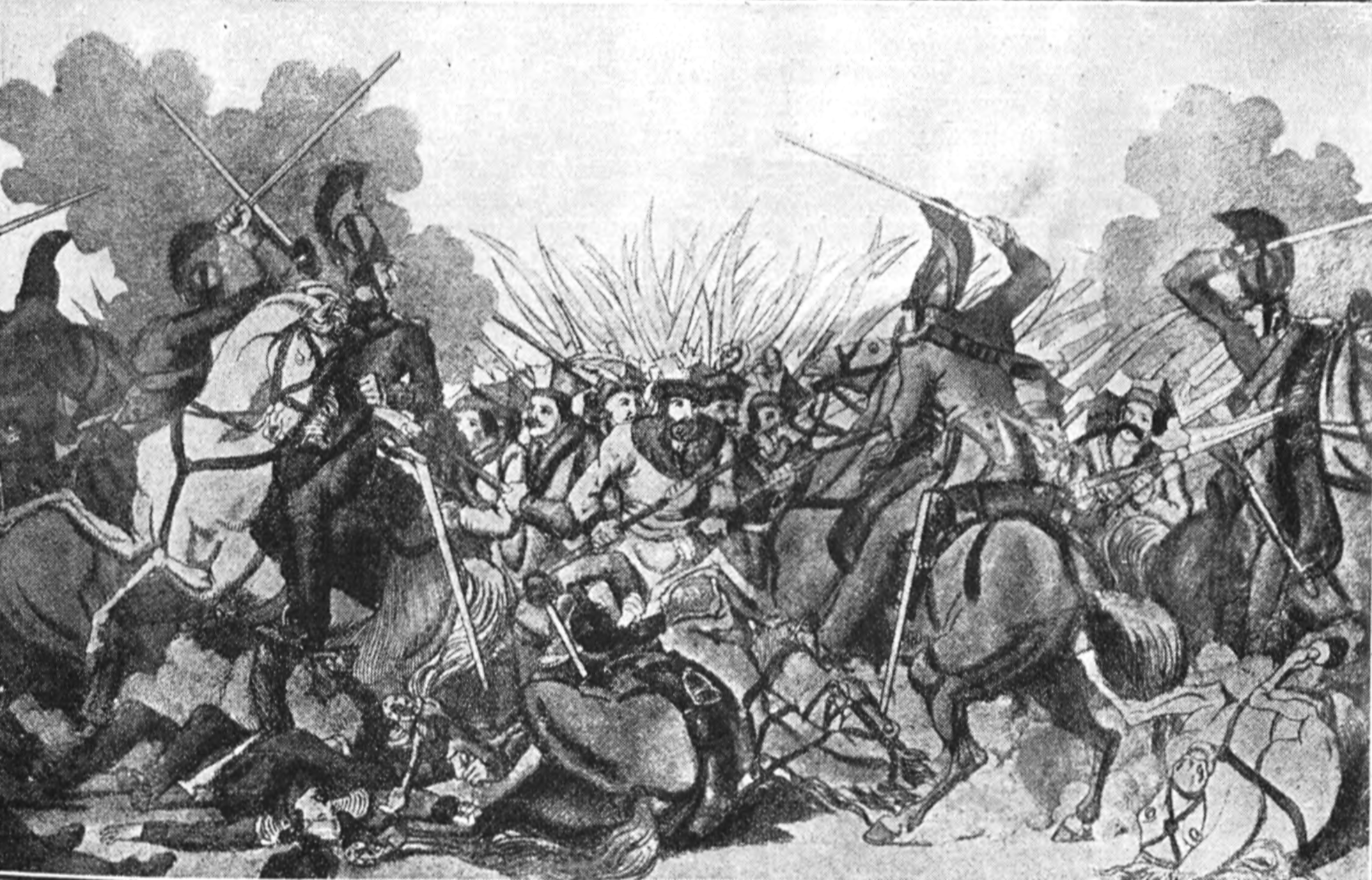
Bitwa pod Mariampolem stoczona przez polskie partie powstańcze w kwietniu 1831 podczas powstania listopadowego

Powstanie listopadowe na ziemiach zabranych (także powstanie listopadowe na Litwie, Żmudzi i Rusi Białej) – walki regularnych formacji Wojska Polskiego i polskich partii powstańczych jakie miały miejsce w czasie powstania listopadowego na obszarze północno-zachodniej części ziem zabranych.

## Tło
Po wybuchu powstania w Królestwie Kongresowym, Rosjanie postanowili je odciąć od potencjalnego zaplecza powstańczego na ziemiach zabranych, wcielonych bezpośrednio do Imperium Rosyjskiego. 1 grudnia 1830 władze rosyjskie wprowadziły stan wojenny w guberni wileńskiej, grodzieńskiej, mińskiej i w obwodzie białostockim, aresztując potencjalnych przywódców insurekcji. Obszary te podporządkowano głównodowodzącemu wojsk rosyjskich feldmarszałkowi Iwanowi Dybiczowi Zabałkańskiemu. Skonfiskowano broń pozostającą w rękach prywatnych, uwięziono i zesłano na Syberię podejrzanych o przygotowywanie wystąpień zbrojnych.
Już w grudniu 1830 opinia publiczna bezskutecznie domagała się od dyktatora generała Józefa Chłopickiego wkroczenia z wojskiem na Litwę, by w ten sposób sparaliżować działania zaczepne wojsk rosyjskich w Królestwie. Chłopicki stracił tym samym możliwość rozbicia VI Korpusu generała Grigorija Rosena. Podstawą operacyjną wojsk rosyjskich rzuconych przeciwko Królestwu była linia Grodno–Białystok–Brześć.
Na początku 1831 na Litwie rozpoczęto w poszczególnych powiatach przygotowania do wybuchu powstania. W Wilnie powołano tak zwany Komitet Główny zwany także Rządem Polskim Tymczasowym na Litwie, Centralnym Komitetem Wileńskim lub Najwyższym Komitetem, który starał się utrzymywać kontakty z władzami powstańczymi w Warszawie i tworzącymi się tajnymi komitetami powiatowymi. W jego skład weszli: Antoni Gorecki, Stanisław Szumski, Ludwik Zambrzycki, Edward Römer, Justyn Hrebnicki, Michał Baliński i Leon Rogalski.
Sejm powstańczy wyrażał pragnienie przyłączenia do Królestwa ziem przedrozbiorowych, zagarniętych przez Rosję. Po przyjęciu 25 stycznia 1831 uchwały o detronizacji cesarza Mikołaja I z tronu polskiego Sejm wydał odezwę do mieszkańców ziem zabranych, która głosiła między innymi: Bracia Litwini, Wołynia, Ukrainy i Podola! Wy którzy jesteście z nami, bierzcie za oręż, który wam podajemy. Z polecenia naszego twórzcie bratnie hufce i spieszcie z nami do ziem waszych, ażeby ujarzmionych ziomków wyswobodzić. 19 maja 1831 Sejm podjął uchwałę O reprezentacji Litwy i Rusi, mocą której przyznał reprezentację parlamentarną mieszkańcom ziem zabranych.

## Wybuch
Na Żmudzi po ogłoszeniu 9 lutego 1831 ukazu o poborze rekruta wybuchło wrzenie wśród chłopstwa. Mężczyźni masowo ukrywali się w lasach, gdzie rozpoczynano tworzenie powstańczych oddziałów zbrojnych. W Sałantach i Ginteliszkach miały miejsca pierwsze wystąpienia ludowe. 26 marca powstańcy opanowali Rosienie, 28 marca Telsze, Szawle i Poniewież, 2 kwietnia Janów, 7 kwietnia Wiłkomierz. Rozbrajano rosyjskie garnizony, tworzono własne struktury administracji, rozpisywano pobór jednego piechura z dwóch dymów i jednego kawalerzysty z dziesięciu dymów. W Rosieniach powołano Rząd Tymczasowy, na którego czele stanęli: Juliusz Gruszewski, Józef Rymkiewicz i Ignacy Staniewicz. Ezechiel Staniewicz został naczelnikiem powiatu rosieńskiego.
W powiecie upickim powołano Rząd Tymczasowy w Poniewieżu. W powiecie wiłkomierskim operowały oddziały powstańcze Michała Lisieckiego, Ferdynanda Grotkowskiego, Jana Horodeńskiego, Cezarego i Emilii Platerów. W powiecie kowieńskim na czele powstania stanął Maurycy Prozor. W kwietniu 1831 Rosjanie przeprowadzili brutalną pacyfikację Kowieńszczyzny, paląc żywcem zamkniętych w domach miejscowych rolników. 29 kwietnia oddział Prozora stoczył zaciętą bitwę pod Kiejdanami.
W powiecie święciańskim powstał Tymczasowy Rząd Powstańczy pod przewodnictwem Wincentego Bortkiewicza.
Powstanie ogarnęło także powiat wileński. 4 kwietnia powstała Oszmiana, 11 kwietnia Święciany, poruszył się powiat brasławski. 14 kwietnia wojska rosyjskie pod dowództwem generała Macieja Chrapowickiego dokonały rzezi cywilnej ludności Oszmiany. W guberni mińskiej powstał powiat dziśnieński, a powstańcom udało się przejściowo zająć Wilejkę.
W guberni grodzieńskiej ośrodkiem koncentracji sił powstańczych była Puszcza Białowieska, gdzie przechwytywano znaczne i silnie eskortowane transporty wojsk rosyjskich.
Naczelnikiem sił zbrojnych powstania litewskiego wybrano Karola Teofila Załuskiego, który na czele 7 tysięcy ludzi skoncentrowanych w okolicach Wilna w dniach 17–18 kwietnia przeprowadził nieudany szturm miasta.
W maju oddział Onufrego Jacewicza stoczył przegraną bitwę pod Połągą. Opanowanie tego miasta mogłoby zapewnić powstańcom dostęp do Morza Bałtyckiego, którędy miał przybyć transport broni, zakupionej w Wielkiej Brytanii.
Oddziały powstańcze porzuciwszy zamiary opanowania głównych centrów komunikacyjnych, przeszły do działań typowo partyzanckich, nękając wojska rosyjskie.

## Znaczenie strategiczne
Opanowanie Żmudzi przecięło armii rosyjskiej drogi z Petersburga do Tylży i z Dyneburga do Kowna, będące liniami zaopatrzenia dla zgrupowania Dybicza. Na początku kwietnia utworzono wzmocnioną posiłkami pochodzącymi z głębi Rosji Armię Rezerwową hrabiego Piotra Aleksandrowicza Tołstoja. Dybicz, by zabezpieczyć swoje tyły, zmuszony został do przerzucenia około 30 tysięcy żołnierzy dla związania partyzantki litewskiej. W dodatku pozbawiony został posiłków, ponieważ trzecie bataliony korpusów armii czynnej weszły w skład Armii Rezerwowej Tołstoja. Powstanie litewskie odcięło także zaopatrzenie dla wojsk Dybicza, które zmuszone zostały do aprowizacji na terenie Królestwa, co uniemożliwiało ich koncentrację w jednym miejscu. W ten sposób powstańcy litewscy, wiążąc część sił wroga i pogarszając jego położenie, doprowadzili do równowagi sił w Królestwie.

## Wkroczenie wojsk polskich z Królestwa
W nocy z 9 na 10 maja na Grodzieńszczyznę wkroczył korpus generała Dezyderego Chłapowskiego w kierunku na Lidę i 6 czerwca połączył się z oddziałem powstańców powiatu trockiego. Po rozbiciu wojsk powstańczych w bitwie pod Ostrołęką strona polska utraciła inicjatywę strategiczną. Wkroczenie na Litwę korpusu generała Antoniego Giełguda miało być pozorowanym działaniem zaczepnym. Siły Giełguda stanowiło 12 tysięcy żołnierzy i 26 dział, w tym 10 ciężkich dział pozycyjnych. Po pobiciu Rosjan w bitwie pod Rajgrodem miał on otwartą drogę na Wilno. Połączywszy swe siły z Chłapowskim, Giełgud 19 czerwca podjął nieudaną próbę zdobycia Wilna. Oddziały polskie zmuszone zostały do przebijania się przez Kowno na Żmudź.

## Upadek
Z niezdobytego Wilna wojska rosyjskie przeprowadzały wypady, oczyszczając z powstańców główne szlaki komunikacyjne. Stopniowo likwidowały także ogniska oporu.
9 lipca regularne oddziały Wojska Polskiego podzieliły się na trzy operujące oddzielnie korpusy. W połowie lipca korpus generała Chłapowskiego (dowodzony przez generała Giełguda) i korpus generała Franciszka Rohlanda zmuszone zostały do przekroczenia granicy Królestwa Prus. W sumie granicę przeszło 15 tysięcy żołnierzy regularnej armii z pełnym uzbrojeniem i wyposażeniem. Jedynie korpus generała Henryka Dembińskiego uniknął rosyjskiej obławy i przebił się do Królestwa. Oddziały powstańcze utrzymały się jeszcze w Puszczy Nalibockiej i w oszmiańskiem. Do listopada 1831 wytrwał oddział Marcelego Szymańskiego.

## Represje
Rosyjskie władze wojskowe z całą bezwzględnością zwalczały partyzantkę litewską. Oficerów wziętych z bronią w ręku rozstrzeliwano, a szlachtę oddawano pod sądy wojenne i skazywano na konfiskatę majątków i zesłanie. Na ich miejsce sprowadzano kolonistów z Rosji. Chłopów karano chłostą, zsyłano do batalionów syberyjskich, wsie sprzyjające powstańcom palono. Przy poparciu rządu starowierzy napadali na dwory i rabowali je. Władzom pomagała także ludność żydowska. Poza tym zamykano klasztory (na przykład Bernardynów w Witebsku, Kanoników Laterańskich w Krzemienicy, Dominikanów w Grodnie, w Mińsku, w Smolanach, Dudakowiczach, Misjonarzy w Łyskowie i Śmiłowiczach, Karmelitów w Białyniczach i Grodnie) i kościoły (na przykład kościół Trójcy Świętej w Witebsku), wiele z nich zamieniając na cerkwie i przebudowując w stylu moskiewskim. Aby kraj jeszcze bardziej ujednolicić z Rosją, zlikwidowano odrębne prawodawstwo, znosząc w 1840 Statut Litewski. 
W 1839 na synodzie połockim unieważniono postanowienia unii brzeskiej, a wszystkie parafie i diecezje cerkwi greckokatolickiej znajdujące się na terenie zaboru rosyjskiego (z wyjątkiem Królestwa Kongresowego) wcielono do struktur Rosyjskiej Cerkwi Prawosławnej.